# Nadelreizmatte
Eine Nadelreizmatte  oder auch Fakirmatte ist abhängig vom Hersteller ca. 22 cm × 33 cm groß. Sie enthält ca. 60 sechseckige Nadelfelder mit ca. 19 Spitzen aus Kunststoff. Daraus ergibt sich eine Gesamtmenge von über 1100 Nadelspitzen, auf die man sich mit seinem Körpergewicht legt. Eine Behandlung mit der Nadelmatte soll Schmerzen lindern. Wissenschaftliche Studien zur Wirksamkeit des Produktes fehlen bislang.
Die Herkunft der Nadelreizmatte ist unbekannt. Nach Herstellerangaben soll sie den asiatischen Volksmedizinen Ayurveda in Indien und der Traditionellen Chinesischen Medizin entstammen. In beiden Kulturen spielen Nadeln in der Medizin eine große Rolle, sie werden jedoch in völlig anderer Weise verwendet, nachweisliche Bezüge zu diesen Traditionen bestehen nicht.